# Стрибки у воду на літніх Олімпійських іграх 1992
Змагання зі стрибків у воду на літніх Олімпійських іграх 1992 в Барселоні тривали з 26 липня до 4 серпня в Муніципальному басейні на Монтжуїку. Розіграно 4 комплекти нагород. Змагалися 100 стрибунів і стрибунок у воду з 31-єї країни.

## Медальний залік
Дисципліни названо згідно з позначеннями Міжнародного олімпійського комітету, але в офіційному звіті їх наведено, відповідно, як "стрибки у воду з трампліна" і "стрибки у воду з вишки".

### Чоловіки
| Дисципліна    | Золото           | Срібло           | Бронза                 |
| ------------- | ---------------- | ---------------- | ---------------------- |
| Трамплін, 3 м | Марк Лензі (USA) | Тань Лянде (CHN) | Дмитро Саутін (EUN) () |
| Вишка, 10 м   | Сунь Шувей (CHN) | Скотт Доні (USA) | Сюн Ні (CHN)           |

### Жінки
| Дисципліна    | Золото         | Срібло                  | Бронза                 |
| ------------- | -------------- | ----------------------- | ---------------------- |
| Трамплін, 3 м | Ґао Мінь (CHN) | Ірина Лашко (EUN) ()    | Бріта Бальдус (GER)    |
| Вишка, 10 м   | Фу Мінся (CHN) | Олена Мірошина (EUN) () | Мері Еллен Кларк (USA) |

## Таблиця медалей
| Місце              | Країна                  | Золото | Срібло | Бронза | Загалом |
| ------------------ | ----------------------- | ------ | ------ | ------ | ------- |
| 1                  | Китай (CHN)             | 3      | 1      | 1      | 5       |
| 2                  | США (USA)               | 1      | 1      | 1      | 3       |
| 3                  | Об'єднана команда (EUN) | 0      | 2      | 1      | 3       |
| 4                  | Німеччина (GER)         | 0      | 0      | 1      | 1       |
| Загалом (4 збірні) | Загалом (4 збірні)      | 4      | 4      | 4      | 12      |

## Країни-учасниці
Список країн, чиї спортсмени взяли участь в Іграх. У дужках - кількість учасників від кожної країни.
- Аргентина  (2)
- Австралія  (7)
- Австрія  (2)
- Бельгія  (1)
- Бразилія  (1)
- Болгарія  (1)
- Канада  (8)
- Китай  (8)
- Франція  (2)
- Німеччина  (6)
- Велика Британія  (4)
- Греція  (1)
- Угорщина  (3)
- Італія  (3)
- Японія  (3)
- Мексика  (8)
- Нідерланди  (2)
- Нова Зеландія  (1)
- Північна Корея  (4)
- Норвегія  (1)
- Польща  (1)
- Румунія  (4)
- ПАР  (1)
- Іспанія  (3)
- Швеція  (1)
- Швейцарія  (2)
- Об'єднана команда  (7)
- США  (7)
- Венесуела  (1)
- Зімбабве  (2)